# Hitsugi no Chaika
Hitsugi no Chaika (яп. 棺姫のチャイカ, Хіцуґі но Чяйка, укр. Чайка — принцеса з гробом) — японська серія фентезійних ранобе, написане Ітіро Сакакі та проілюстроване Namaniku ATK. Перший том виданий «Kadokawa Shoten» вийшов 18 грудня 2010 року, а останній — 10 березня 2015 року. Усього вийшло 12 томів. Також ранобе адаптоване у трьох серіях манги. У 2013 році було оголошено про аніме-серіал, що почав виходити з 9 квітня по 10 грудня 2014, мав два сезони. 10 березня 2015 року ексклюзивно для дванадцятого тому ранобе вийшло OVA.

## Сюжет
Наймогутніший маг та імператор Газ Артур правив своєю імперією упродовж 500-років. У своїх магічних експериментах він намагався отримати найчистішу магію, і зрештою зрозумів, що лише негативні почуття створюють її, а найкращим способом була війна. Щоб повернути мирні дні були зібрані найкращі воїни з континенту. Вісім героїв змогли закінчити 300-річну війну та вбити мага, а землі імперії Газу були поділені між новоствореною Радою семи націй. Однак після п'яти років по війні безробітний диверсант Тору Акура зустрічає Чайку Трабант (Газ), що називає себе дочкою імператора.

## Персонажі

### Головні персонажі
Тору Акура (яп. トール・アキュラ, Tōru Akyura)
Сейю: Джунджі Маджіма (оригінал), Леральдо Анзалдуа (англійський дубляж)
Чайка Трабант (яп. チャイカ・トラバント, Chaika Torabanto)
Сейю: Чіка Андзай (оригінал), Кіра Вінсент-Девіс (англійський дубляж)
Акарі Акура (яп. アカリ・アキュラ, Akari Akyura)
Сейю: Юко Хара (оригінал), Джоанн Бонассо (англійський дубляж)
Фредеріка (яп. フレドリカ, Furedorika)
Сейю: Чіва Сайто (оригінал), Крістал ЛаПорте (1-й сезон), Гіларі Гааґ (2-й сезон) (англійський дубляж)

### Другорядні персонажі

#### Група червоної Чайки
Чайка Богдан (яп. チャイカ・ボフダーン, Chaika Bofudān)
Сейю: Саеко Джоґо (оригінал), Бріттні Карбовський (англійський дубляж)
Давід (яп. ダヴィード, Davīdo)
Сейю: Кацунума Кійоші (оригінал), Скотт Гіббс (англійський дубляж)
Сельма Кенворт (яп. セルマ・ケンワース, Seruma Kenwāsu)
Сейю: Сара Емі Бридкотт (оригінал), Еллісон Сумрол (англійський дубляж)

#### Аленство Кліман
Конрад Штайнмец (яп. コンラート・シュタインメッツ, Konrāto Shutainmettsu)
Сейю: Тенцуо Канао (оригінал), Рутерфорд Кравенс (англійський дубляж)
Карен Бомбардьє (яп. カレン・ボンバルディア, Karen Bonbarudia)
Сейю: Ооджора Наомі (оригінал), Моллі Серсі (англійський дубляж)

##### Корпорація «Жиллетт»
Алберіс Жиллетт (яп. アルベリック・ジレット, Aruberikku Jiretto)
Сейю: Йошімаса Хосоя (оригінал), Блейк Шепард (англійський дубляж)
Ніколай Автотор (яп. ニコライ・アフトトル, Nikorai Afutotoru)
Сейю: Сато Кенсуке (оригінал), Ендрю Лав (англійський дубляж)
Віві Холопайнен (яп. ヴィヴィ・ホロパイネン, Vivi Horopainen)
Сейю: Іорі Номіджу (оригінал), Люсі Крістіан (англійський дубляж)
Зіта Брусаско (яп. ズィータ・ブルザスコ, Zīta Buruzasuko)
Сейю: Кода Юмеха (оригінал), Кейтлінн Френч (англійський дубляж)
Матеус Коллвей (яп. マテウス・キャラウェイ, Mateusu Kyarawei)
Сейю: Морішіма Шута (оригінал), Майк Ягер (англійський дубляж)
Леонардо Стола (яп. レオナルド・ストーラ, Reonarudo Sutōra)
Сейю: Ямамото Каджутомі (оригінал), Шеннон Емерік (англійський дубляж)

#### Соара
Рікардо Гаварні (яп. リカルド・ガヴァーニ, Rikarudo Gavāni)
Сейю: Меґумі Оґата (оригінал), Грег Ейрс (англійський дубляж)
Грато Лансіа (яп. グラート・ランシア, Gurāto Ranshia)
Сейю: Хірокі Точі (оригінал), Девід Волд (англійський дубляж)
Лейла (яп. レイラ, Reira)
Сейю: Юї Макіно (оригінал), Кателін Барр (англійський дубляж)

#### Вісім героїв
Роберто Абарт (яп. ロベルト・アバルト, Roberuto Abaruto)
Сейю: Такая Хаші (оригінал), Скотт Фульт (англійський дубляж)
Домініка Шкода (яп. ドミニカ・スコダ, Dominika Sukoda)
Сейю: Чіва Сайто (оригінал), Крістал ЛаПорте (англійський дубляж)
Сімон Сканіа (яп. シモン・スカニア, Shimon Sukania)
Сейю: Хіроюкі Кіношіта (оригінал), Люїс Галіндо (англійський дубляж)
Клаудія Додге (яп. クローディア・ダッジ, Kurōdia Dajji)
Сейю: Масако Кацукі (оригінал), Келлі Манісон (англійський дубляж)
Глен Донкервурт (яп. グレン・ドンカーブート, Guren Donkābūto)
Сейю: Шігеру Ушіяма (оригінал), Девід Волд (англійський дубляж)
Клей Морган (яп. クレイ・モーガン, Kurei Mōgan)
Сейю: Хіроші Івасакі (оригінал), Марк Ласковський (англійський дубляж)
Алан Трамонтана (яп. アラン・トラモンターナ, Aran Toramontāna)

#### Секретний острів
Віктор Ізгмаш (яп. ヴィクトル・イズマッシュ, Vikutoru Izumasshu)
Сейю: Оморо Масаюкі (оригінал), Джон Гремілліон (англійський дубляж)
Кирил Татра 47 (яп. キリルタトラ47, Kiriru Tatora 47)
Сейю: Кадзуюкі Окіцу (оригінал), Гарет Вест (англійський дубляж)
Урсула Татра 12 (яп. ウルスラ・タトラ12, Urusura Tatora 12)
Сейю: Нао Тояма (оригінал), Синтія Мартінес (англійський дубляж)
Ніва Лада (яп. ニーヴァ・ラーダ, Nīvu~a Rāda)
Сейю: Хіраї Сачіє (оригінал), Бріттані Дджіє (англійський дубляж)

#### Княжество Хартген
Стефан Хартген (яп. シュテファン・ハルトゲン, Shutefan Harutogen)
Сейю: Джин Яманої (оригінал), Джош Моррісон (англійський дубляж)
Аліна та Ірина Хартген (яп. アリーナ & イリーナ・ハルトゲン, Arīna & Irīna Harutogen)
Сейю: Аріга Юї (Аліна) Шімамура Ю (Ірина) (оригінал), Shanae’a Moore (Аліна), Robin Nennig (Ірина) (англійський дубляж)
Чайка Камаз (яп. チャイカ・カマズ, Chaika Kamazu)
Сейю: Сакура Танґе (оригінал), Карлі Мозьер (англійський дубляж)
Шин Акура (яп. シン・アキュラ, Shin Akyura)
Сейю: Такахіро Сакурай (оригінал), Адам Гіббс (англійський дубляж)

#### Інші персонажі
Артур Газ (яп. アルトゥール・ガズ, Arutūru Gazu)
Сейю: Хідеякі Теджука (оригінал), Джон Свозі (англійський дубляж)
Гай (яп. ギイ, Gii)
Сейю: Аюмі Мурасе (оригінал), Kalin Coates (англійський дубляж)

## Ранобе

### Список томів ранобе
| №  | Дата виходу                    | ISBN                                                        |
| -- | ------------------------------ | ----------------------------------------------------------- |
| 1  | 18 грудня 2010                 | ISBN 978-482913596-9                                        |
| 2  | 20 травня 2011                 | ISBN 978-4-8291-3640-9                                      |
| 3  | 20 жовтня 2011                 | ISBN 978-4-8291-3692-8                                      |
| 4  | 17 березня 2012                | ISBN 978-4-8291-3740-6                                      |
| 5  | 17 серпня 2012                 | ISBN 978-4-8291-3793-2                                      |
| 6  | 19 січня 2013                  | ISBN 978-4-8291-3848-9                                      |
| 7  | 20 липня 2013                  | ISBN 978-4-8291-3913-4                                      |
| 8  | 18 січня 2014                  | ISBN 978-4-04-070007-6                                      |
| 9  | 19 квітня 2014                 | ISBN 978-4-04-070090-8                                      |
| 10 | 20 вересня 2014                | ISBN 978-4-04-070145-5                                      |
| 11 | 20 грудня 2014                 | ISBN 978-4-04-070148-6                                      |
| 12 | 10 березня 2015 March 20, 2015 | ISBN 978-4-04-070171-4 (Limited ed.) ISBN 978-4-04-070150-9 |

## Манга

### Список томів манги
| - Episode 1: «The Girl Toting a Coffin» - Episode 2: «Forgotten Memories» - Episode 3: «The Ties That Bind» - Episode 4: «Chaika's Request» - Episode 0: «The Beginning of the End» |

| - Episode 5: «Proof of Being Alive, Proof of Having Lived» - Episode 6: «Uninvited Guest of Honor» - Episode 7: «Chance Encounter with the Past» - Episode 8: «The Hero's Gundo» - Episode 9: «Rejection and…» - Episode 10: «Justice for Whom» |

| - Episode 11: «The Emperor's Remains» - Episode 12: «Connected Lives» - Episode 13: «The Devastation of Bygone Wars» - Episode 14: «Dominica» - Episode 15: «Immediate Concerns» - Episode 16: «Collaborator» - Episode 17: «An Unshakeable Feeling of Dissonance» |

| - Episode 18: «The Dragoon Cavalier» - Episode 19: «Two-headed Dogs» - Episode 20: «Dominica» - Episode 21: «A Dragoon Cavalier Stands Aloof» - Episode 22: «Lucie» - Episode 23: «Banquet of Disaccord» - Episode 24: «Remembering the Lost» - Special: «Chaika Academy» |

## Вебрадіо
З 26 грудня по 18 квітня 2014 року щоп'ятниці на радіо «HiBiKi Radio Station» виходила в ефів радіопостановка. Головні голі озвучували: Джунджі Маджіма (Тору Акура); Чіка Анджай (Чайка Бохдан); Йорі Номіджу (Віві Хоропейнен); Юкеда Юмеба (Джіта Буруджасуко).